# Clase Concordia
La clase Concordia es una clase de cruceros operados por Costa Cruceros y Carnival Cruise Lines, subsidiarias de Carnival Corporation & plc.
El diseño del barco se basa en el diseño de la flota de barcos de la clase Conquest de Carnival. Sin embargo, su diseño desde la cubierta de lido (piscina) hasta la cubierta superior se amplió y rediseñó. La diferencia más notable es la estructura alrededor de la piscina principal. La piscina principal cuenta con un exterior de vidrio a ambos lados del barco. También se agregó un macrodomo retráctil para la piscina principal. Otra diferencia destacable es la ampliación de sus instalaciones balnearias. Cada barco tiene una instalación de bienestar de 21.000 pies cuadrados (2.000 m2). También se incluyeron cabinas de spa adicionales en la clase Concordia.
Carnival opera solo un barco en esta clase, el Carnival Splendor, que se comercializa como un barco de clase Splendor. Incluyendo el Carnival Splendor, actualmente hay cinco barcos navegando en la clase Concordia.

## Unidades
| Año construcción     | Buque             | Tonelaje       | Bandera           | Notas | Imagen         |
| Costa Cruceros       | Costa Cruceros    | Costa Cruceros | Costa Cruceros    | Costa Cruceros | Costa Cruceros |
| -------------------- | ----------------- | -------------- | ----------------- | --- | -------------- |
| 2006                 | Costa Concordia   | 114,500 tn     | Bandera de Italia | hundido en un accidente en 2012; reflotado en 2014 y desguazado en 2017 |                |
| 2007                 | Costa Serena      | 114.500 tn     | Bandera de Italia | |                |
| 2009                 | Costa Pacifica    | 114.500 tn     | Bandera de Italia | |                |
| 2011                 | Costa Favolosa    | 114.500 tn     | Bandera de Italia | Idéntico al Costa Fascinosa, clase Concordia modificada |                |
| 2012                 | Costa Fascinosa   | 114.500 tn     | Bandera de Italia | Idéntico al Costa Favolosa, clase Concordia modificada |                |
| Carnival Cruise Line |                   |                |                   | |                |
| 2008                 | Carnival Splendor | 113.323 tn     | Panamá            | Conocido como un crucero de clase Splendor. Originalmente diseñado y ordenado para Costa Cruceros pero transferido a Carnival Cruise Lines durante la construcción. Originalmente estaba planeado llamarlo Costa Splendor. |                |